# Pedro da Cunha Albuquerque Lopes
Pedro da Cunha Albuquerque Lopes (Passo de Camaragibe, Alagoas, 20 de novembro de 1910 -  Itaquaquecetuba, São Paulo, 24 de outubro de 1978), conhecido como Dr. Pedro, foi médico, além de vereador, presidente da Câmara Municipal e prefeito de Itaquaquecetuba, exercidos pelo extinto partido da Aliança Renovadora Nacional.

## Biografia
Filho do casal Porphirio Lopes Ferreira Filho e Ana Albuquerque Lopes, Pedro, conhecido médico na cidade, iniciou sua vida política em 1969 como vereador na cidade de Itaquaquecetuba, assim, abriram-se as possibilidades deste ser prefeito no mesmo local, apesar de mesmo com uma passagem breve na política, contribuiu de forma crucial para o desenvolvimento da cidade por meio da atração de indústrias, que trouxe benefícios e desvantagens ao local. Quanto a sua vida pessoal, Pedro casou com Eli de Carvalho Lopes, de cujo matrimônio gerou quatro filhos.

## Política e contribuições
Pedro da Cunha Albuquerque Lopes iniciou sua carreira política como vereador eleito em 1969, no período 1970-1973, especificamente na 5ª legislatura da Câmara Municipal de Itaquaquecetuba, eleito indiretamente para as seis cadeiras das nove reservadas à ARENA, sendo presidente do poder legislativo da cidade em 1970.
Já em 1972, Pedro elege-se para prefeito ainda vereador, cujo resultado da eleição pela ARENA com 1.725 votos, sendo a maior realização que executou durante o cargo foi o incentivo às indústrias, porém, teve que enfrentar as questões das terras indígenas, devolutas, sem um estabelecimento legal como documentos que comprovassem o uso da terra, pelo fato de que a cidade originalmente foi fundada sob um aldeamento, no qual era necessário desapropriar antes de trazer as empresas.
A necessidade de atrair um centro industrial, em bairros como o Quinta da Boa Vista, deve-se à necessidade de que a população crescente na cidade precisava de empregos, além de que esta até então tinha suas principais atividades econômicas a produção de olarias, exploração de areia e madeira, tanto que no princípio, estas atividades eram escoadas em batelões para o Rio Tietê, porque não havia estradas secundárias, exceto a SP-66 (Velha São Paulo-Rio) na década de 1930. Além disso, devido à burocracia e problemas jurídicos, as indústrias enfrentam registros de documentação definitiva, além da falta de infraestrutura existente no local, amenizada com a rotatória da Quinta da Boa Vista e a construção da sede do Corpo de Bombeiros.
No princípio do centro industrial, mesmo com as isenções fiscais, não trouxe muita atratividade ao lugar, pelo fato de que Itaquaquecetuba ainda não tinha autoestradas existentes para atender o grande fluxo de automóveis e sobretudo, de caminhões para melhorar a logística, tanto que existiam apenas as rodovias regionais como a SP-66 e a SP-56, sem ligação direta e rápida a grandes centros urbanos, como São Paulo. No entanto, a situação começou a mudar com a inauguração da SP-70, originalmente denominada Rodovia dos Trabalhadores, hoje Rodovia Ayrton Senna da Silva, pelas empresas, principalmente de São Paulo, migrarem devido ao fácil acesso à mesma, por causa de incentivos através da doação de terrenos por meio da Prefeitura.
Com a abertura do Rodoanel Mário Covas Eixo Leste, em 2014, a cidade com o centro industrial poderá ampliar seu horizonte comercial e industrial com a logística construída desde os anos 70, além do terminal intermodal da Júlio Simões Logística que possibilitará a transferência de mercadorias e cargas para a cidade, que atrairão transportadoras.

## Controvérsias
Por outro lado, a cidade passou a ser vulnerável de empresas que executassem atividades comerciais de serviços irregulares, como a "Melhoramentos Itaquá S/C", acusada de realizar grilagem de terras, desapropriações e corretagens fantasmas por autoridades políticas, pelo fato de que a mesma foi a principal apontada no tumultuamento da eleição municipal da cidade em 1976, caso os candidatos a prefeito e a vereador não realizassem seus interesses, sendo o principal alvo Benedito Rizzo, ex-prefeito pela ARENA e candidato àquele ano pelo MDB, gerando ameaças físicas e publicações falsas e apócrifas do presidente da Câmara, Ludovico Feijó da Silva, em que dizia a sua renúncia em meio destas por uma carta, sendo que o próprio disse que quando escrita, estava inconsciente devido a um acidente de carro.
Apesar dos benefícios a curto e longo prazos para a economia da cidade, as irregularidades na gestão de Pedro desdobraram-se com a administração seguinte de Benedito Barbosa de Moraes (MDB), porque este acusou-o de fazer uma "indústria de desapropriações" na cidade de terrenos públicos cedidos pelo prefeito por meio de concorrências forjadas, a qual levou o descontentamento de agricultores locais e a uma acusação considerada injusta pelo mandatário naquele período à Prefeitura, tanto que suspeitou-se de uma manobra bem executada para tirá-lo da cena política pelo voto dos vereadores.
As consequências das ações ilícitas de Pedro deram margens à prática de grilagem de terras e loteamentos clandestinos, feitos na maioria das cidades da Grande São Paulo, vendidos a preço baixo para aqueles que queriam morar na cidade, intermediados pela empresa "Melhoramentos de Itaquá S/C", na qual realizava trabalhos de engenharia nestes terrenos cedidos para a criação de glebas. Porém, isto trouxe com a atração das indústrias, uma explosão demográfica na cidade alinhada ao êxodo rural, antes agrícola e com tecido urbano minúsculo, com cerca de 11.456 habitantes, em 1960, para 29.279 habitantes em 1970 e após a criação do centro industrial, 73.608 habitantes em 1980, cuja pior face deste crescimento, como na maioria das cidades satélites às grandes capitais, a ocupação desordenada e a falta de infraestrutura básica, como água, luz, esgoto e pavimentação, porque mesmo com as indústrias existentes, a cidade praticava a política de baixos impostos, o que fazia esta não dar retorno à máquina pública, que não poderia preencher a necessidade da nova população, tanto que o jornal Folha de S.Paulo, em 1981, mostrou a falta de planejamento encontrada na cidade para atender o aumento excessivo da demanda populacional, como indicava bairros ainda rarefeitos e sem ainda apresentar serviços necessários, a precariedade destes elementos foram amenizadas apenas na década de 2000.
As isenções fiscais do centro industrial da cidade deram fôlego à economia da cidade entre os anos que esteve em vigor, porém, como até os finais da década de 1990 a cidade dependia excessivamente da indústria, o modelo esgotou em 2000, com a crise econômica no Brasil naquele período, além do êxodo industrial em São Paulo, em busca de novas áreas mais baratas, o que gerou a queda do PIB da cidade em relação ao ano anterior, algo que só se recuperaria plenamente com o aquecimento da atividade comercial da cidade a partir da primeira década de 2000.